# Erast Gliner
Erast Borisovich Gliner (26 de enero de 1923 - 16 de noviembre de 2021) fue un físico ruso especializado en cosmología. Gliner es conocido principalmente por introducir la idea de la teoría de la inflación cósmica en 1965.

## Vida
Nació en Kiev en 1923. Sus padres se mudaron tres años después a la ciudad de Leningrado, donde pasó su juventud.
Estudió química en la Universidad Estatal de Leningrado. Sus estudios fueron interrumpidos por la Segunda Guerra Mundial. Durante la guerra, resultó herido varias veces. La herida más grave hizo que perdiera el brazo derecho.
Después de la guerra, continuó sus estudios. En 1963, obtuvo una posición de profesor en el Instituto Físico-Técnico Ioffe en San Petersburgo.
Después de emigrar de la antigua Unión Soviética en 1980 a los Estados Unidos, Gliner trabajó en cosmología y física solar en la Universidad de Colorado, Boulder, y en el Centro McDonnell de Ciencias del Espacio y el Departamento de Física de la Universidad de Washington en San Luis.

## Trabajo
En 1965, Gliner propuso una suposición única con respecto a la presión del Universo temprano en el contexto de las ecuaciones de Einstein-Friedmann. Según su idea, la presión era inversamente proporcional a la densidad de energía. Esta relación innovadora entre la presión y la densidad de energía sirvió como la predicción teórica inicial de la energía oscura, un fenómeno posteriormente confirmado por pruebas observacionales.
Un año después, en 1966, Erast Gliner demostró que las ecuaciones de Einstein podrían dar lugar a objetos que se asemejaban externamente a los agujeros negros pero que en realidad eran esferas masivas de energía de vacío. Si estos objetos hipotéticos existieran, implicaría que la energía oscura no se distribuye uniformemente en todo el espacio, sino que se concentra en regiones específicas, especialmente en el interior de los agujeros negros. Incluso en estas regiones localizadas, la energía oscura seguiría ejerciendo su influencia de estiramiento del espacio en el Universo.